# Бова
Бова или плутача је плутајући знак који поморцима треба да скрене пажњу на неку препреку или опасност у води, која се не може лако приметити.
Непокретне плутајуће бове причвршћене су за дно да би упозориле бродове куда води добар пловни пут. Испод водене површине може се налазити гомила препрека које би могле да оштете брод или неко друго пловило, те се бове користе да би се то спречило. Постоји безброј врста бова, попут оних које светле ноћу и оних које емитују звукове, како би се чуле у случају магле. Такве бове поморци називају "краве", јер дубоки, једнолики звук који испуштају подсећа на мукање.